# Scarlett Dream
Scarlett Dream est une série de bande dessinée d'aventure française créée par le scénariste Claude Moliterni et le dessinateur Robert Gigi dont les différents épisodes ont été publiés de 1965 à 1982. 
Scarlett Dream, son personnage principal, au physique rappelant l'actrice française Marlène Jobert, est une espionne séduisante qui travaille pour une entité internationale, ce qui la conduit à vivre diverse aventures aussi trépidantes qu'invraisemblables. 
Moliterni l'a créée pour V Magazine, périodique où Jean-Claude Forest avait lancé trois ans plus tôt Barbarella, première héroïne sexy de la bande dessinée francophone. 

## Albums publiés
1. Scarlett Dream, Éric Losfeld, 1967.
2. Araignia, SERG, 1972.
3. L'Inconnu de Hong-Kong, Dargaud, coll. « Aventures », 1979[2].
4. Ombres sur Venise, Dargaud, coll. « Aventures », 1980.
5. À deux pas de l'enfer, Dargaud, coll. « Aventures », 1981.
6. En double commande, Dargaud, coll. « Aventures », 1982.